# Фантом (БПА)
«Фантом» — український багатоцільовий тактичний безпілотний ударно-транспортний апарат. Штатне озброєння — кулемет калібру 12,7 мм. Розробник — підприємство «СпецТехноЕкспорт» державного концерну «Укроборонпром».

## Опис
Спектр застосування: розвідка, вогнева підтримка, евакуація поранених, доставка боєприпасів, ремонтні роботи.

## Технічні характеристики
Запас ходу — 20 км.
Макс. швидкість — 38 км/год.
Двигун — гібридний, потужність 30 кВт.
Корисне навантаження — 350 кг.
Управління — захищений радіоканал з радіусом дії 2,5 км або волоконний кабель завдовжки 5 км.
Апарат забезпечено системою інтеграції з БПЛА.

### Озброєння
Денний і нічний комплекси прицілювання, що дозволять вести вогонь на відстані понад 2 і 1 км відповідно.
Апарат озброєний 12,7-мм кулеметом на стабілізованій платформі. Темп стрільби має 3 режими.
Є можливість встановити протитанковий ракетний комплекс.

## Історія
29 серпня 2016 року «Фантом» було продемонстровано секретарю РНБО Олександру Турчинову.
Вперше публічно «Фантом» був представлений 11 жовтня 2016 року на виставці «Зброя та безпека — 2016» у Києві.

## Модифікації

### Фантом 2
Розвиток початкового прототипу. «Фантом-2» має колісну формулу 8х8, замість 6х6 у першій версії. Це дозволяє збільшити корисне навантаження, встановити потужнішу зброю. Більші габарити дали змогу встановити потужнішу силову установку та збільшити запас автономного ходу. Покращилися ходові якості «Фантому» та прохідність. Оновлений «Фантом» випробовується з бойовим модулем запуску ракет РС-80, від ДАХК «Артем».

## Галерея

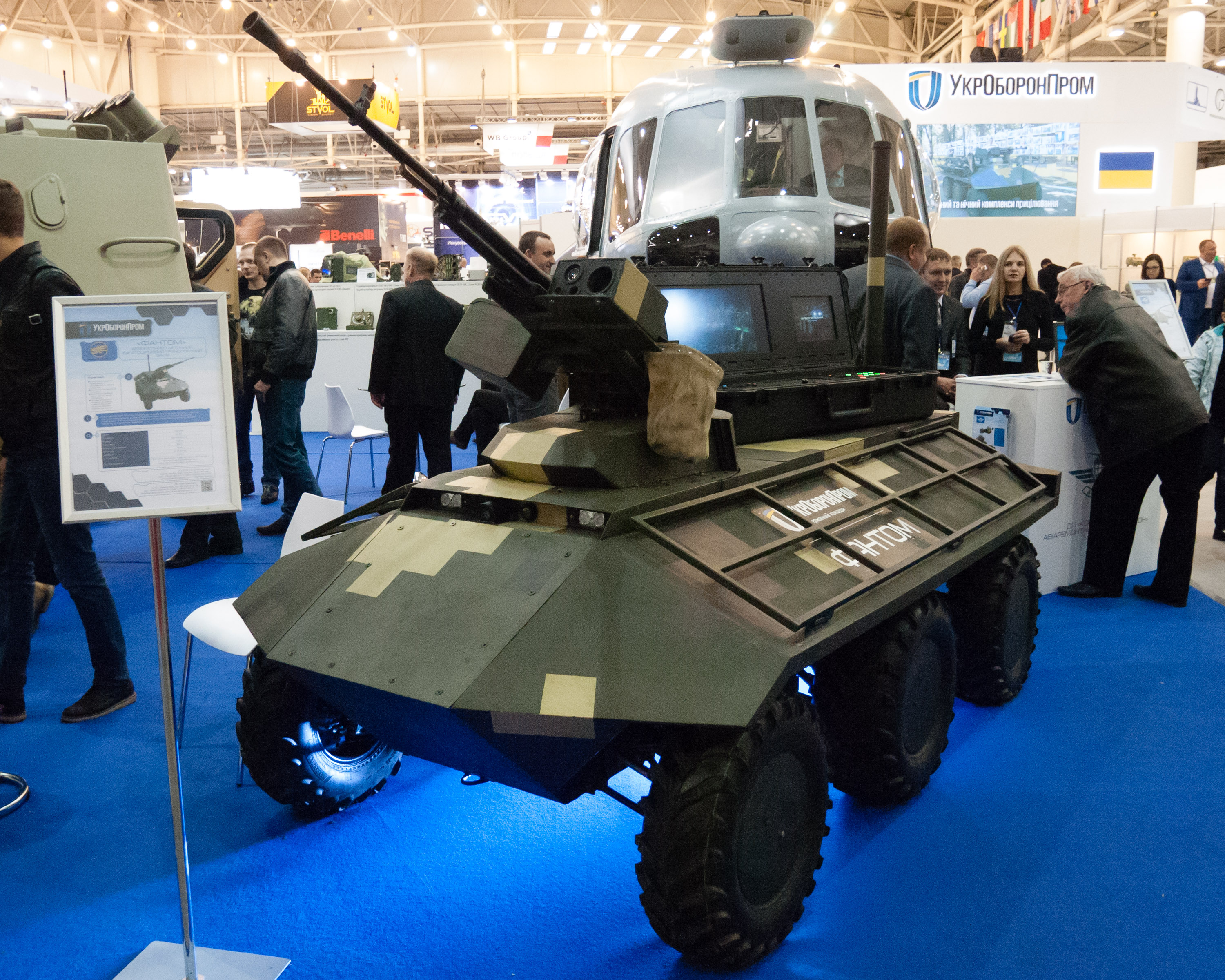
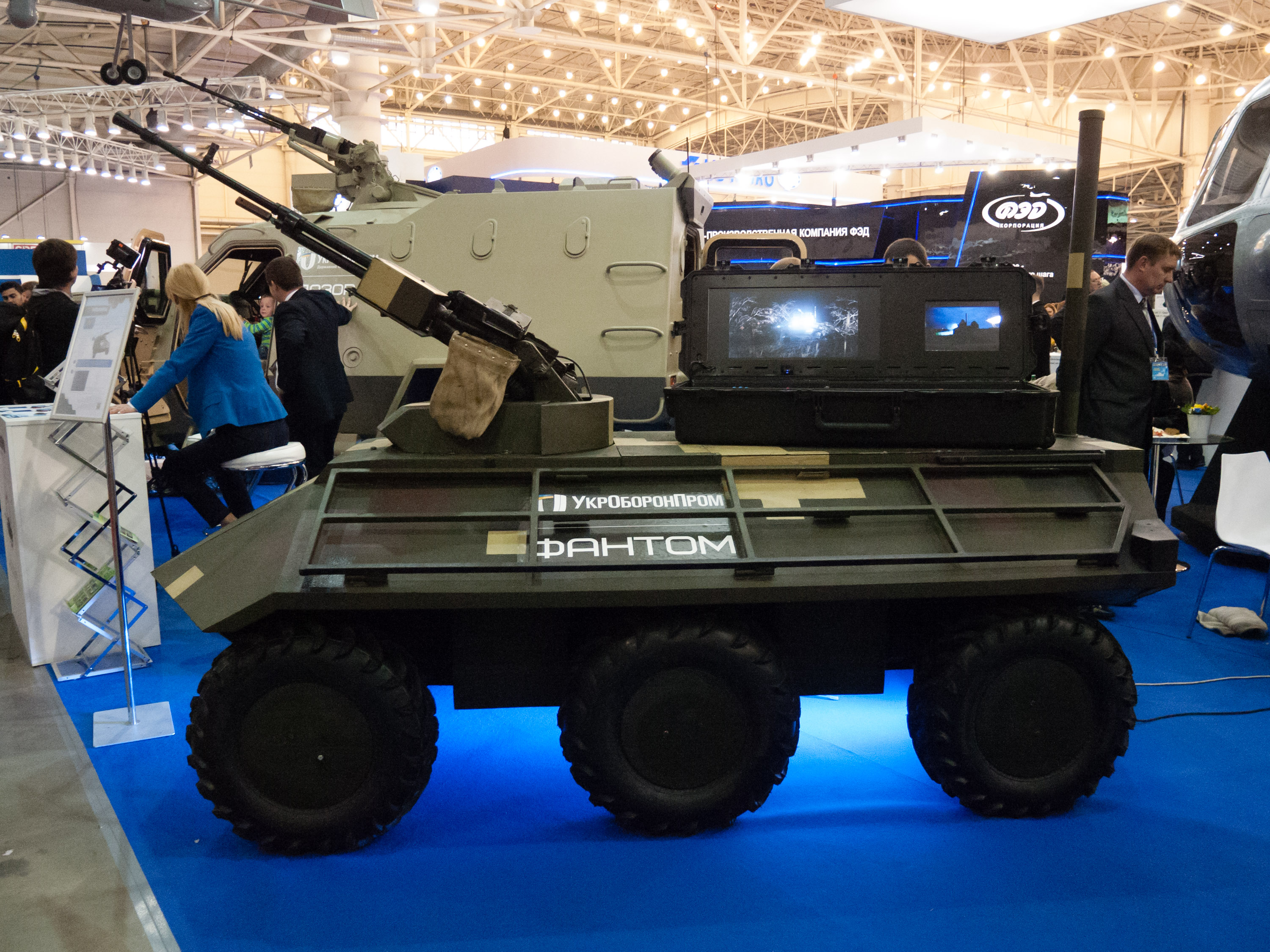
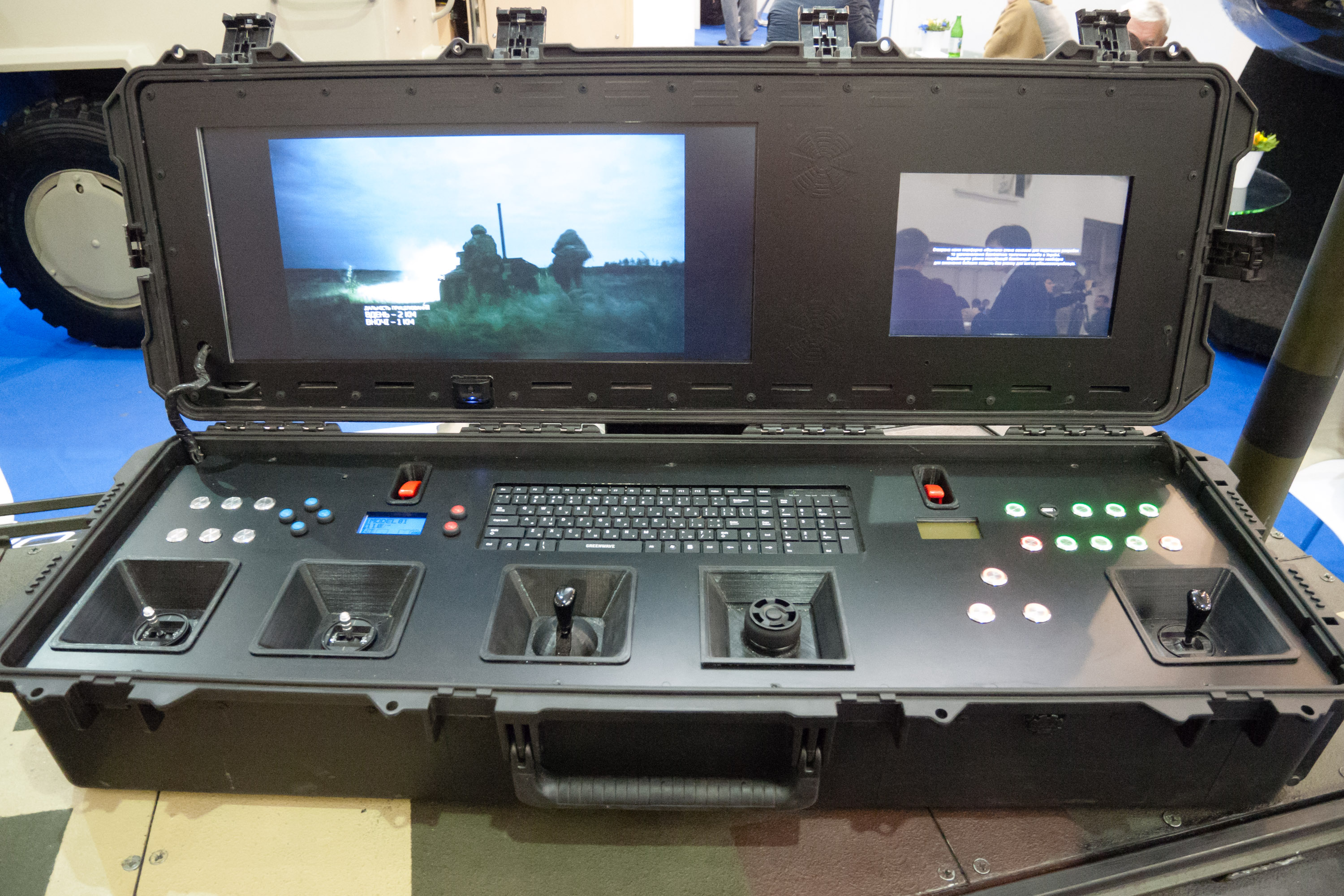
Пульт керування
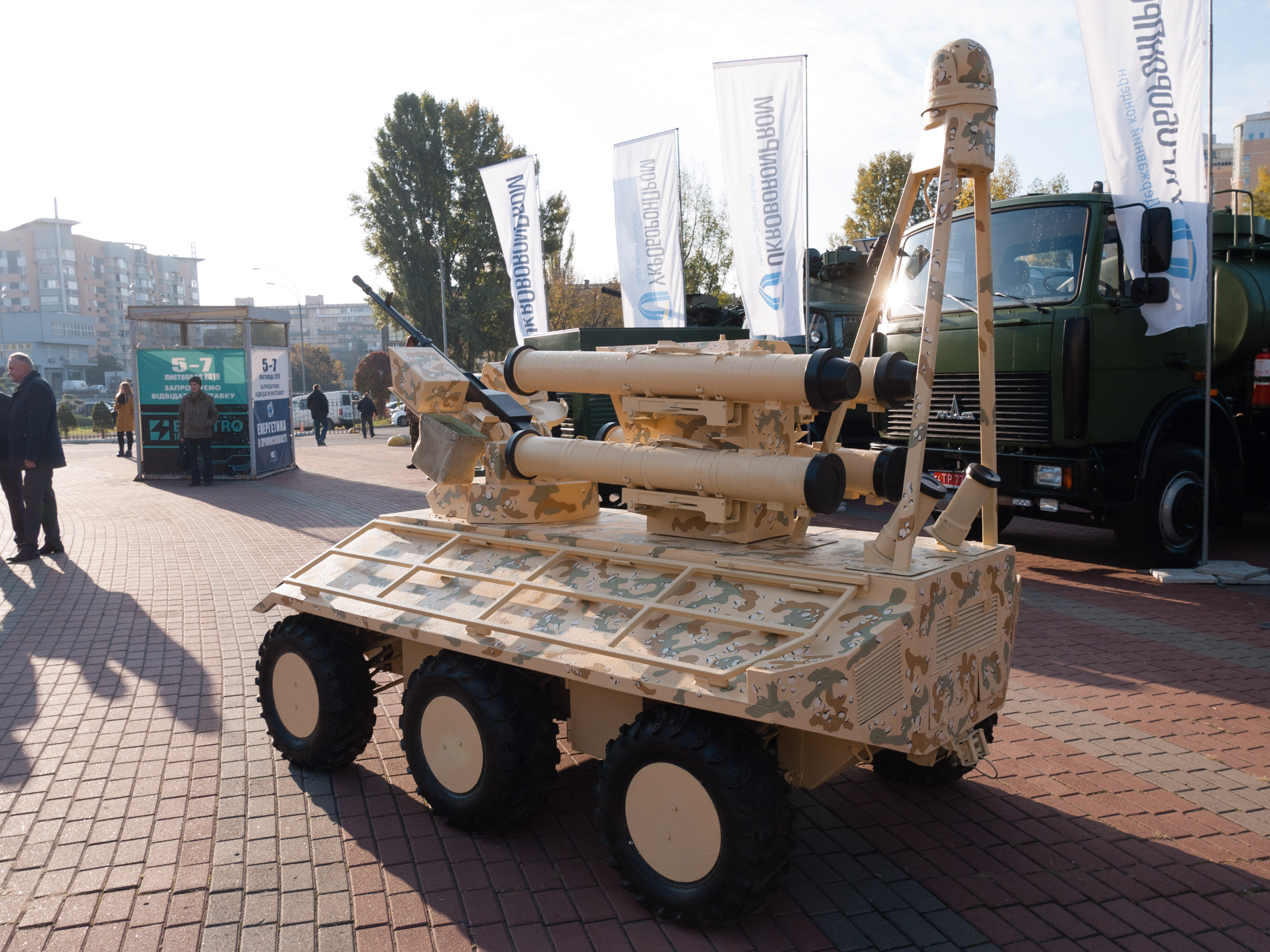
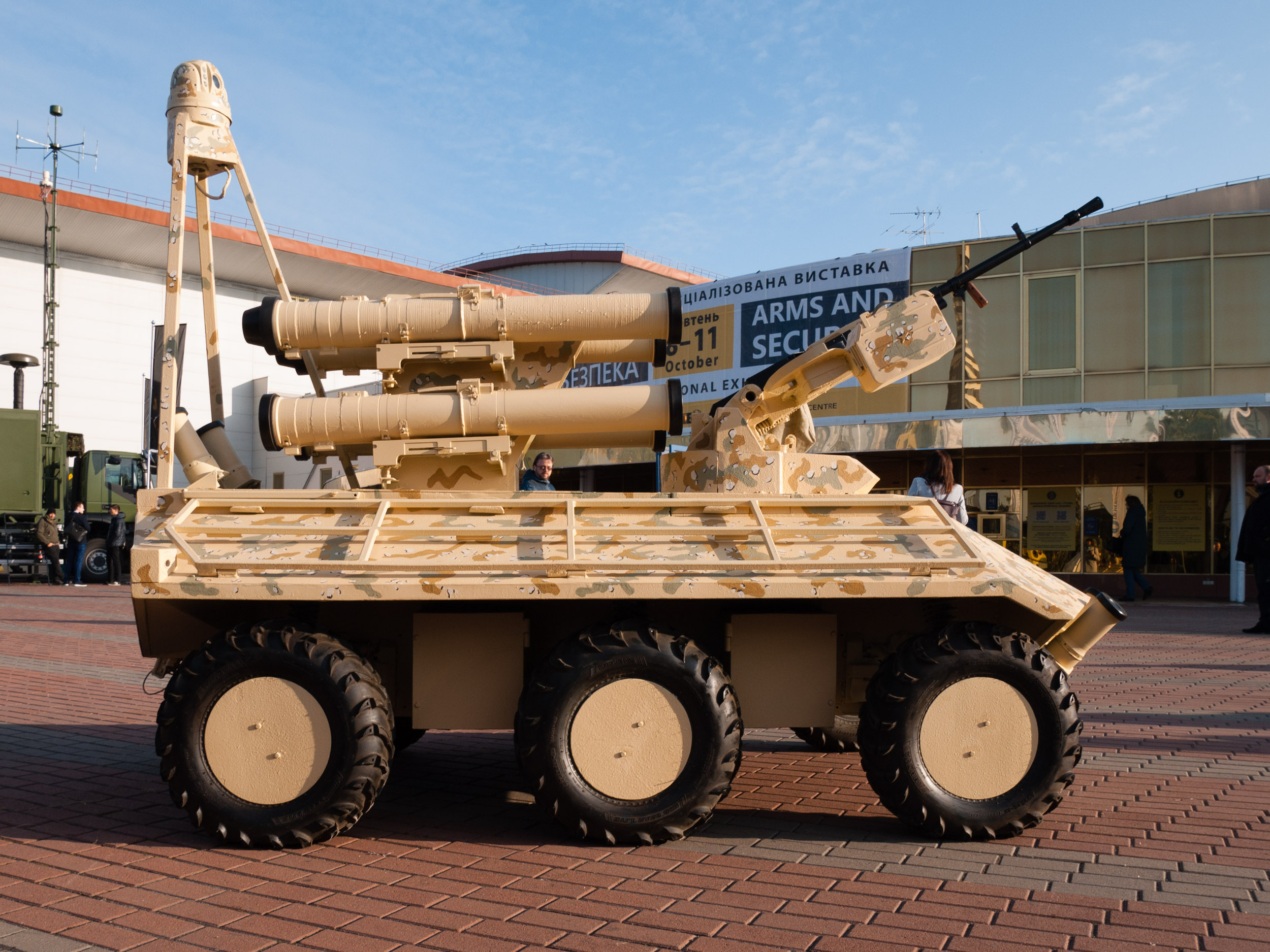

## Матеріали
- "Фантом" - воїн майбутнього [Архівовано 13 жовтня 2016 у Wayback Machine.] // «Укроборонпром», 11 жовтня 2016